# Streptolus trachypygus
Streptolus trachypygus är en mångfotingart som först beskrevs av Carl Graf Attems 1934.  Streptolus trachypygus ingår i släktet Streptolus och familjen Spirostreptidae. Inga underarter finns listade i Catalogue of Life.